# Colonial Carriage Company
Colonial Carriage Company war ein US-amerikanischer Hersteller von Automobilen.

## Unternehmensgeschichte
Das Unternehmen hatte seinen Sitz in Circleville in Ohio. 1902 entstand ein Personenkraftwagen für einen Käufer aus New York City, dem weitere Fahrzeuge folgten. Der Markenname lautete Colonial Electric. Nach 1902 verliert sich die Spur des Unternehmens.
Es gab keine Verbindung zu den anderen Herstellern von Fahrzeugen der Marke Colonial: Colonial Electric Car Company, Colonial Automobile Company und Colonial Motors Corporation.

## Fahrzeuge
Das Unternehmen stellte ausschließlich Elektroautos her. Weitere Fahrzeugdaten sind nicht bekannt. Im Juli 1902 lobte eine Automobilzeitschrift das erste Fahrzeug.